# Biebrich (bei Katzenelnbogen)
Biebrich település Németországban, Rajna-vidék-Pfalz tartományban. Lakosainak száma 336 fő (2023. december 31.).

## Népesség
A település népességének változása:
| Lakosok száma | 314  | 339  | 313  | 319  | 323  | 337  | 336  |
|               | 1975 | 2015 | 2017 | 2019 | 2021 | 2022 | 2023 |